# Белл, Александр Грейам
Алекса́ндр Гре́йам Белл (англ. Alexander Graham Bell; 3 марта 1847, Эдинбург, Шотландия — 2 августа 1922, Баддек, провинция Новая Шотландия, Канада) — американский и канадский учёный, изобретатель и предприниматель шотландского происхождения, один из основоположников телефонии, основатель компании «American Telephone and Telegraph Company» («AT&T»), определившей всё дальнейшее развитие телекоммуникационной отрасли в США.

## Биография

### Семья
Александр Белл родился 3 марта 1847 года в шотландском городе Эдинбурге.
Александр происходил из семьи логопедов и учителей красноречия. Его дед, Александр Белл, трудился актёром в театре, иногда ему приходилось быть суфлёром. Со временем он профессионально занялся вопросами произношения, и в 1836 году Александр Белл выпустил книгу «Заикание и другие нарушения речи» («Stammering and Other Impediments of Speech») и некоторые газеты стали его называть Профессором красноречия («Professor of Elocution»).
Его отец, Мелвилл Белл, в 1849 году выпустил книгу «Новое разъяснение принципов речи и красноречия» (A New Elucidation Of The Principles Of Speech And Elocution). В этой книге он выразил мысль, что следует создать «научный алфавит, который бы мог выразить все возможные способы выражения разных звуков». В 1860 году он выпустил книгу «Ораторский стандарт» (The Standard Elocutionist), которая имела грандиозный успех. К концу XIX века она выдержала 168 (!) изданий в одной только Великобритании, а в США продали более 250 тысяч копий этой книги. Мелвилл годами собирал все возможные звуки человеческой речи, тщательно записывал способы их воспроизведения, и все его труды были обобщены в книге «Видимая речь» (Visible Speech: The Science Of Universal Alphabetics), которая была отпечатана в 1867-м году.
В 1843-м Мелвилл Белл повстречал свою будущую жену, Элайзу Грэйс Саймондс (Eliza Grace Symonds), дочь корабельного хирурга, которая рисовала картины на заказ. Она была на 10 лет старше своего будущего супруга, и у неё был ужасный слух, до такой степени, что ей постоянно приходилось пользоваться специальной слуховой трубой. 19 июля 1844 года они поженились.
В браке родились три сына: в 1845 году у них родился сын Мелвилл Джеймс (Mellville James), в 1847-м - Александр Белл (Alexander Graham), в 1848 году родился третий сын, Эдвард (Edward Charles).

### Детские и юные годы
Все три брата первое время учились на дому, но по достижении 10 лет они отправлялись в частную школу мистера Макларена (Maclaren’s Hamilton Place Academy). В 11 лет им уже следовало продолжать обучение, и отец смог отправить своих сыновей в лучшую школу в Шотландии, Эдинбургскую Королевскую Высшую Школу (Edinburgh’s Royal High School). Эту школу называли «Северными Афинами» за прекрасное преподавание античных языков, но Александр Белл не блистал там успехами. Его старший брат получил первый приз за декламацию стихов в 1858 году, ещё один приз в 1860-м, а в 1862-м он получил приз за успехи во французском языке. Александр Белл никогда не был отмечен в школе.
Музыкальные дарования Александра Белла были отмечены, и его отправили на учёбу к пианисту Аугусто Бенуа Бертини (Auguste Benoit Bertini). В школьные годы он играл в крикет, как и все ученики Эдинбургской школы, но без всякого увлечения.
Александр Белл всегда был любопытным и затейливым и уже в юные годы основал «Общество развития наук среди мальчиков». В этом обществе всякий школьник назывался «профессором» и выступал с научными докладами. Однажды Общество решило провести вскрытие туши свиньи. Александр Белл стал делать надрез, и вдруг из туши пошли газы, издавая страшный звук, напоминающий звериный рык. В итоге «профессора» в ужасе разбежались.
Старший брат Александра Белла окончил шестилетний курс Эдинбургской высшей школы, в то время как Александр проучился там всего 4 года. В возрасте 15 лет отец отправил Александра в Лондон, чтобы дед смог обучить его ремеслу учителя красноречия.

### Карьера учителя в Великобритании
Александр Белл помогал своему отцу в его экспериментах, а вскоре и сам стал работать учителем красноречия. В 1863 году он приехал в Элгин (Elgin), маленький город на северном побережье Шотландии, чтобы стать учителем в местной частной школе Вэстон Хауз (Weston House). Там он стал преподавателем музыки и красноречия за 10 фунтов в год. Самому Александру Беллу было тогда только 16, и несколько учеников были старше его.

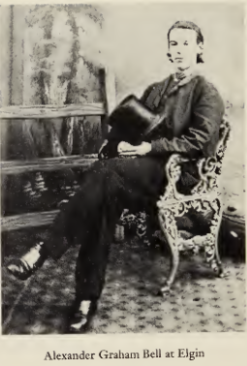
Александр Белл в городе Элгин (Elgin), в возрасте 16 лет

В 1864 году Александр Белл начал учиться в Эдинбургском университете. На следующий год он вернулся преподавать в Вэстон Хауз, а семейство пережило тяжёлую утрату: в 1865 году умер его дед. Мелвилл Белл отправился в Лондон, чтобы продолжить его дело. Ему долго пришлось уговаривать своего сына последовать за ним. Александр Белл считал, что сможет одновременно преподавать и сдавать все экзамены в Эдинбургском университете. Мелвилл утверждал, что он не сможет совмещать работу с учёбой да и самостоятельно преподавать, и что ему надо отучиться в Лондонском университете, прежде чем заявлять о своих притязаниях.
В 1866 году Мелвилл смог раздобыть для своего сына вакансию учителя в городе Бэф (Bath), в Сомерсетширском колледже (Somersetshire College). Это заведение, хоть и называлось колледжем, было по сути частной школой и готовило отпрысков джентльменов к университетам.
В его жилище часто наблюдали электрические батареи, магниты и сосуды с разными реактивами. Из его окна тянулись провода в помещение кампуса, и Александр любил общаться со своими друзьями при помощи телеграфа Чарльза Уитстона. Пребывание Александра в Бэф продолжалось весь учебный год 1866—1867 гг., но оно было омрачено смертью его младшего брата, который умер весной 1867 года от туберкулёза.
Летом 1867 Александр Белл переехал в Лондон, чтобы помогать своему отцу в его научных и педагогических занятиях. Там он познакомился с мистером Мюрреем (Murray), будущим автором Оксфордского словаря английского языка (Oxford English Dictionary).
В 1868 году Александр Белл сдал вступительные экзамены и был зачислен в Лондонский университет.
В этом же году он впервые стал сурдопедагогом, впервые стал учить глухих детей. К Мелвиллу обратилась Сьюзан Халл (Susanna E. Hull), с просьбой использовать его систему «Видимой речи» для её частной школы для глухих детей в Южном Кенсингтоне (South Kensington). Мелвилл отправил Александра на это задание, и впоследствии сурдопедагогика стала одним из главных занятий в его жизни.
В 1870 году от туберкулёза умер его старший брат, Мелвилл. Горе и уныние постигло Александра Белла, и у него самого стало портиться здоровье. В этой ужасной ситуации Мелвилл Белл решился на отчаянный шаг: он решил оставить свою карьеру, налаженный быт и обширные знакомства в Лондоне, чтобы не потерять последнего сына. Он вспомнил, как в своё время климат Ньюфаундленда помог поправить его расшатанное здоровье, и решил переехать в Канаду.

### Преподавательская карьера в США
21 июля 1870 года семейство Белл село на корабль и отправилось в Новый Свет. Когда Александр Белл рассказывал об этом своим друзьям и родным, то говорил: «я уехал в Канаду, чтобы умереть».
Семейство Белл остановилось в Брэнтфорде, Онтарио. Там не было вакансий для учителя красноречия, и довольно долго Мелвилл и Александр оставались без работы. Александр обнаружил в нескольких милях от дома резервацию индейцев разных племён: могавки, тускарора, онейда, онондага, каюга и сенека (Mohawk, Tuscarora, Oneida, Onondaga, Cayuga and Seneca). Индейцы этих племён обогатили словарный и звуковой запас Александра Белла и предоставили обширный материал для его исследований. Биограф Александра Белла Шарлотта Грей передавала слухи, что сам вождь племени могавков научил Александра Белла танцу войны. Потом Александр Белл любил отплясывать этот танец во время своих триумфов, что всегда повергало в шок окружающих.

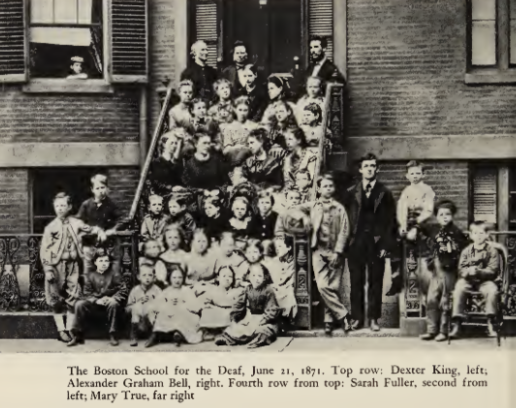
Бостонская Школа для Глухих. 21 июня 1871. Александр Белл в верхнем ряду справа

Мелвилл Белл пытался найти любые занятия для себя и Александра, но сделать это было не просто. Долго он писал прошения во все окрестные учебные заведения, пока в марте 1871 года не пришёл ответ из Бостонской школы для глухих, которая предлагала вакансию учителя. Система «Видимой речи» дала свои плоды, и уже в ноябре 1871 года бостонские газеты стали писать об успехах Александра Белла в сурдопедагогике. В 1872 году он стал профессором «голосовой физиологии и красноречия» в Ораторской школе Бостонского университета (professor of Vocal Physiology and Elocution, Oratory School), что было довольно высоким титулом для 26-летнего молодого человека без университетского диплома. Его успехи были замечены президентом Школы Кларка для глухих в Нортгэмптоне (Clarke School for the Deaf, Northampton, Massachusetts), мистером Гардинером Хаббардом (Gardiner Greene Hubbard).
Система «Видимой речи» удостоилась оваций на заседании Массачусетского Медицинского Общества (Massachusetts Medical Society), а в 1874 году Александр Белл уже проводил самостоятельно конвенцию преподавателей «Видимой речи», на которой собралось 60 делегатов.
Дочь Гардинера Хаббарда, Мэйбел Хаббард (Mabel Gardiner Hubbard) училась у лучших преподавателей и даже 2 года провела в Европе, где с ней занимались лучшие учителя Старого Света. Она прекрасно научилась скрывать свою глухоту и общаться на нескольких языках (в том случае, если сохранялся зрительный контакт). Но все же над её речью стоило работать, и Гардинер Хаббард попросил Александра Белла заниматься с Мэйбел по его системе «Видимой речи». Мэйбел поступила к Александру на учёбу, когда ей было уже 15 лет, и в своих дневниках признавалась, что при первой встрече он ей совсем не понравился. Но все же они приступили к учёбе, и Александр Белл говорил, что у него ещё не было такой усердной и такой быстро прогрессирующей ученицы.

### Работа над мультиплексным телеграфом
Ещё с 1860-х гг. Хаббард пытался протолкнуть в Конгрессе проект устройства телеграфной корпорации, которая бы упростила и удешевила телеграфное сообщение в США. Он утверждал, что монополия телеграфной компании Вестерн Юнион (Western Union) сдерживает прогресс телеграфии, что её телеграммы дороже, чем в Великобритании, которая национализировала телеграф в 1868 году. Правительство США, по его мнению, должно было создать «Американскую почтовую телеграфную компанию» (United States Postal Telegraph Company), которая строила бы телеграфные линии у почтовых трактов и отправляла бы телеграммы вдвое дешевле, чем Вестерн Юнион. Хаббард утверждал, что новые технологии позволят удешевить процесс, и что новая компания должна управляться таким энергичным человеком, как Гардинер Хаббард.
Президент Вестерн Юнион мистер Уильям Ортон (William Orton) считал этот проект грубым вмешательством государства в экономическую жизнь, который нарушил бы свободу частного предпринимательства. Гардинер пытался придумать обходной вариант. Он слышал о научных работах в области мультиплексного телеграфа, с помощью которого можно было бы отправлять несколько телеграфных сообщений по одному проводу одновременно. Гардинер Хаббард посчитал, что если у него будет такое устройство, то он сможет привлечь инвесторов в свою новую компанию. По легенде, как-то раз к нему на чай зашёл Александр Белл, учитель его дочери. Он был прекрасным пианистом, и развлекал гостей своей музыкой. После чего он показал гостям трюк с акустическим резонансом. Он напевал различные ноты внутрь корпуса пианино, а в ответ звучали различные струны. Этот трюк показан в фильме «История Александра Белла» (The Story of Alexander Graham Bell (1939)).
Гардинер Хаббард спросил, можно ли таким образом передавать телеграфные сообщения, на что Александр Белл ответил, что как разные ноты можно передавать в одном воздушном пространстве, так и разные сообщения можно передавать по одному проводу. После этого Александр Белл занялся мультиплексным телеграфом.
В этой гонке Александр сильно уступал компании Вестерн Юнион, которая в 1872 году приобрела права на дуплексный телеграф Джозефа Стернса (Joseph Stearns), который мог посылать встречные сообщения по одному проводу одновременно. В 1874 году она приобрела квадруплексный телеграф Томаса Эдисона (Thomas Edison), который удвоил этот показатель.
Очень часто Александр Белл заказывал инструменты и материалы для своих опытов в мастерской Чарльза Вильямса (Charles Williams) в Бостоне. Телеграф не удавалось наладить, разные детали ломались, и от заказчика не было отбоя, он приходил снова и снова. По правилам мастерской, клиент должен был оставлять заказ у клерка, а тот распределял их среди мастеровых. Но однажды сотрудник мастерской Томас Ватсон (Thomas Watson) увидел, как к его столу устремился некий клиент, который свалил ему на стол телеграфную аппаратуру, и стал объяснять, как нужно сделать телеграф, рассчитанный на передачу шести сообщений. Впоследствии Томас Ватсон перейдёт на работу к Александру Беллу на полную ставку и станет компаньоном в его предприятиях.
Александр Белл работал над мультиплексным телеграфом, но опыты были безуспешными, и никто не был заинтересован в его изобретениях. В январе 1874 года он написал письмо британскому Суперинтенданту телеграфов с прошением оценить его изобретение. Ответ был не очень обнадёживающим: королевское почтовое ведомство оставляло за собой право использовать его изобретение, но не обещало хранить тайну его конструкции, и даже в случае успешного использования «вопрос о награждении решался бы по усмотрению королевского ведомства».
Зимой 1875 года Александр Белл приехал в Вашингтон, чтобы запатентовать устройство своего телеграфа. В ходе этой поездки он получил американский патент № 161739 за 6 апреля 1875 года (оформлен он был на Белла, Хаббарда и Сандерса), но никакой пользы от него не получил.

### Работа над телефоном
В ходе поездки он удостоился приёма у великого физика Джозефа Генри. В ходе насыщенных бесед Александр Белл рассказал ему о своих идеях о передаче звука при помощи электричества, и даже продемонстрировал эксперимент. Мистер Генри поведал ему о научных работах в этой области, и даже о телефонном аппарате немца Филиппа Рейса. Джозеф Генри спросил его, стоит ли публиковать его открытия в печати Смитсоновского института, или же Александр сможет довести свои эксперименты до логического завершения. Александр Белл ответил, что он не обладает познаниями в сфере электромагнетизма и сомневается в своём успехе.
У мистера Генри был свой печальный опыт по этой части. В своё время Майкл Фарадей опубликовал свои работы по физике раньше него и прославился открытиями, о которых мог бы заявить и Джозеф Генри. В другой раз он опубликовал свои научные изыскания о передаче сигнала при помощи электричества, но не стал работать над устройством, в итоге Сэмюэл Морзе получил все богатство и славу, которые принёс телеграф. Мистер Генри рекомендовал Александру Беллу не публиковать своих работ, а трудиться до получения работающего аппарата, который можно выгодно продать. «Берись за дело!» — сказал он. Белл признавался, что эти слова вдохновили его лучше всех других.

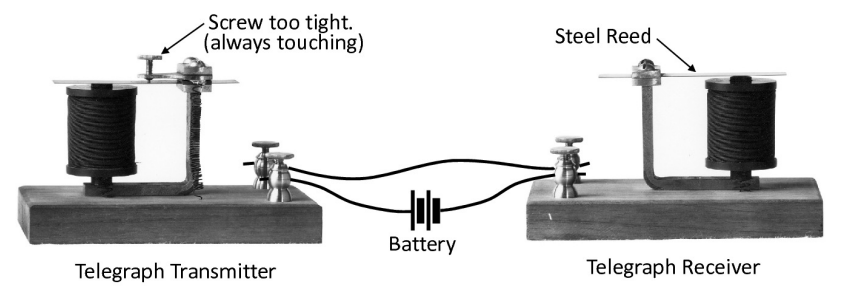
Опыт Александра Белла с передачей звука по проводам 2 июня 1875 года. Примерная схема

Когда Александр Белл приехал в Бостон, то поделился со своим компаньоном идеей изобретения устройства, передающего звук по проводам. Но главные спонсоры Белла, Гардинер Хаббард и Томас Сандерс, не были довольны его сомнительными затеями. Они требовали, чтобы он закончил работу с мультиплексным телеграфом, после чего он смог бы заниматься другими проектами.
Но 2 июня 1875 года его опыты все же дали результаты. Когда Александр и Томас настраивали телеграфные аппараты, они замкнули контакты, и Александр услышал у своего приёмника слабое эхо. Как только он услыхал этот звук, тут же ринулся к Ватсону, который в это время настраивал телеграфный ключ, и вся его настройка отзывалась эхом на приёмнике. Подобные события случались и раньше, но никто не придавал им значения, а вот Александр Белл увидел в этом подтверждение своим догадкам, что звук можно передавать по проводам. После этого они весь день ставили опыты с передачей звука.

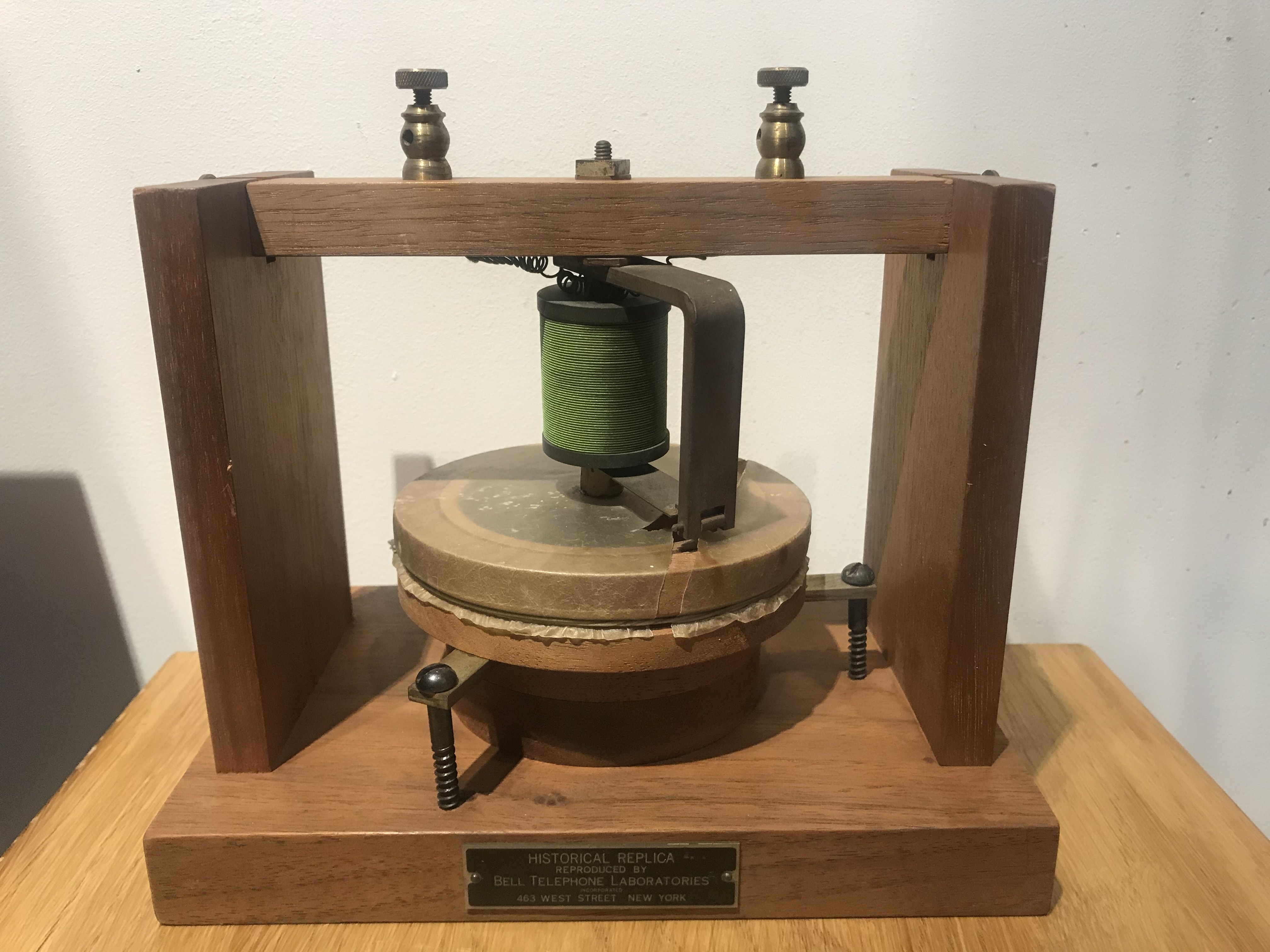
Телефон-«виселица», 3 июня 1875 года. Реплика. Экспонат Музея истории телефона

В тот день Александр Белл сделал набросок телефонного аппарата, который Ватсон изготовил уже на следующий день, 3 июня 1875 года. Телефон этот по своей форме напоминал виселицу, и таковым остался в памяти историков связи. В этот раз они разошлись по разным комнатам и звук был еле слышен, даже хуже, чем в предыдущий день. Сам Ватсон назвал этот телефон «горьким разочарованием», но опыты продолжались.
Телефон не интересовал мистера Хаббарда, поэтому Белл решил уступить часть прав на него своему канадскому соседу, мистеру Джорджу Брауну (George Brown) за 500 долларов. По соглашению, тот должен был подать заявку в британское патентное бюро во время своего визита в Лондон.
Осенью Александр ждал известий от мистера Брауна, который пренебрёг его затеей. Гардинер Хаббард требовал результатов, а его конкуренты тоже занимались устройством для передачи звука и вплотную подбирались к результатам. Нужно было делать хоть что-то, но Александр Белл был связан своим соглашением с мистером Брауном. Тогда мистер Хаббард решил взять дело в свои руки.

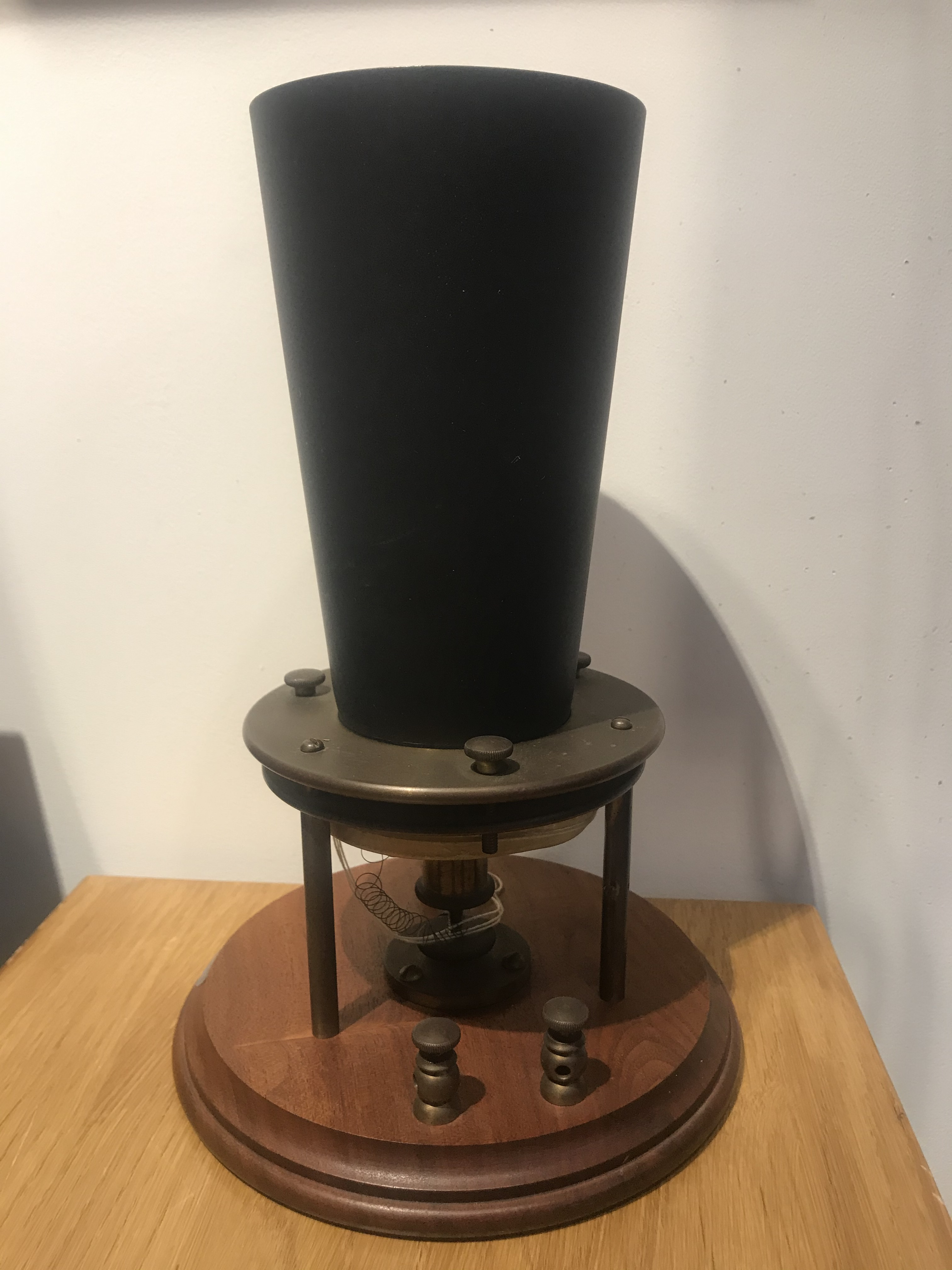
Жидкостный передатчик, запатентованный 7 марта 1876 года и впервые испытанный 10 марта 1876 года. Реплика. Экспонат Музея истории телефона

14 февраля 1876 года один из коллег Хаббарда, мистер Энтони Поллок (Anthony Pollok), представляющий адвокатскую контору «Бэйли и Поллок» (Bailey & Pollok), подал заявку на патент «Усовершенствования в телеграфии» от имени Александра Белла. В тот же самый день в Бюро патентов в Вашингтоне пришёл мистер Уильям Болдвин (William D. Baldwin) и подал заявку на патент на жидкостный передатчик от имени Элиша Грея. Оба этих чертежа были очень похожи друг на друга, что дало повод для сомнений в первенстве Александра Белла.
Обе заявки принял Зенас Фиск Уилбер (Zenas Fisk Wilber). 19 февраля он написал мистеру Поллоку, что заявка Белла копирует конструкцию Грея. Тогда Поллок и Бэйли решили обратиться к его начальнику, Эллису Спеару (Acting Comissioner of Patents, Ellis Spear). 24 февраля они написали ему, что провели анализ заявок за тот день, и выяснили, что заявка Белла была подана на несколько часов раньше. Спеар отменил решение Фиска Уилбера, и 25 февраля обе стороны были уведомлены, что конфликт исчерпан.
Но в 1886 году Фиск Уилбер будет клясться под присягой, что он был алкоголиком, что служил с мистером Бэйли в одном полку и что постоянно занимал у него деньги, в том числе на выпивку. Он также будет говорить о том, что получал деньги от Александра Белла и давал ему заявку Грея для ознакомления. В том же году его привезут в Денвер на судебные слушания, Фиска Вилбера поместят в отель, принадлежащий будущему мэру Денвера, Мариону ван Хорну (Marion DeKalb Van Horn) . Постояльцы говорили, что все это время он был «чудовищно пьяным» и утверждал, что его держат там как заложника. Марион ван Хорн оплачивал все его счета. Через некоторое время Фиск Вилбер умер при странных обстоятельствах, а после этого Марион ван Хорн взял на себя все расходы по его похоронам. В 1895 году Марион ван Хорн упал с третьего этажа своего отеля и разбился насмерть. Эти и другие события приводили к спорам о первенстве в изобретении телефона.
7 марта 1876 года был оформлен патент № 174465 на Александра Белла, который будет признан самым дорогим патентом в истории.
10 марта 1876 года Александр Белл и Томас Ватсон проводили опыты с жидкостным передатчиком. По легенде, как только они стали расходиться по разным комнатам, Александр Белл случайно пролил кислоту из батареи себе на брюки, и громко крикнул «Ватсон, идите сюда, вы мне нужны!». Тот не услышал его крика, поскольку был в другой комнате, но впервые услышал слова из приёмника. Он тут же вбежал в комнату Белла и крикнул «Я слышал каждое слово!» Александр сначала не понял произошедшего и говорил о своём ожоге, но когда узнал об успехе опыта, тут же позабыл о своей травме. Весь день и всю ночь они менялись местами за приёмником и передатчиком, и чего только не говорили друг другу, в том числе и «Боже, храни королеву!». Потом многие люди задавались вопросом, почему же они провели первый разговор по телефону только через месяц после заявки на патент, но потом вопросов появилось ещё больше.

### Продвижение телефона на рынок и совершенствование устройства
10 мая 1876 года он провёл демонстрацию телефона перед Американской академией искусств и наук (American Academy of Arts and Sciences). Демонстрация прошла успешно, изобретение удостоилось бурных аплодисментов. Тут же появились запросы на лекции Александра Белла. 25 мая 1876 года он показал своё изобретение Массачусетскому технологическому институту (Massachusetts Institute of Technology), и там успех был потрясающий.
Гардинер Хаббард настаивал, что в этом году Александр должен принять участие в Промышленной выставке в Филадельфии, посвящённой столетию независимости США. В программе выставки были все достижения американской индустрии и научной мысли, и это была прекрасная возможность заявить о своём изобретении.
Но Александр Белл ехать на выставку не хотел, как ни убеждал его Гардинер Хаббард. Тогда он решил прибегнуть к крайним мерам. Гардинер отправил телеграмму Гертруде и Мэйбел и приказал им вытащить Александра во что бы то ни стало. Тогда Мэйбел наняла экипаж и поехала к съёмной квартире Александра. Сказала ему, что ей требуется компаньон для поездки, и затолкала в экипаж. Затем велела кучеру ехать на вокзал и высадила там Александра с билетом в Филадельфию.
25 июня 1876 года Александр стоял со своим стендом в Машиностроительном зале в ожидании Комиссии по электротехнике. День выдался жаркий, и Комиссия объявила, что завершит свой осмотр ещё до стенда Александра Белла. Но вдруг в зал вошёл бразильский император Дом Педро и увидел своего знакомого учителя. Когда тот стал объяснять ему принцип работы телефона, тот все время приговаривал «Это невозможно!». Император привлёк внимание великого английского физика лорда Кельвина (William Thomson), и вскоре вся комиссия оказалась у стенда Александра Белла. Он решил продемонстрировать своё устройство и выдал Дому Педро приёмник. Когда император услышал слова, доносящиеся из него, то с удивлением воскликнул: «Он говорит!». После этого вся комиссия целый час испытывала устройство Белла, пробуя его возможности и выискивая подвох, но с каждым опытом восхищение росло. По вердикту комиссии Александр Белл заслужил золотую медаль выставки.
В ноябре 1876 года удалось поговорить по телефону между Бостоном и Сейлемом, на расстоянии примерно 15 миль (примерно 25 км). 3 декабря 1876 года Восточная железная дорога (Eastern Railroad) предоставила свои телеграфные провода для испытания телефонов на длинной дистанции. В тот день прошёл телефонный разговор между Бостоном и Северным Конвеем (North Conway) на расстоянии примерно 140 миль (примерно 225 км). Хоть качество было далеко не лучшим, связь была установлена и сигналы переданы.
Телефон стал обретать все большую популярность. Александр Белл давал публичные лекции в различных городах с наглядной демонстрацией телефона. Для привлечения внимания он арендовал на полчаса телеграфную линию и передавал из Бостона в Нью-Йорк песню «Yankee Doodle», в Нью-Хэйвене (New Haven) речь передавали не по проводу, а через 16 профессоров Йельского университета, взявшихся за руки. В марте 1877 в Провиденс (Providence) более 2000 человек вломились на его лекцию. При этом зрители платили иногда по два доллара за билет, и Александр стал получать хорошие деньги по тем временам.

### Патент № 186787
На промышленной выставке в Филадельфии в 1876 году, где телефон Белла удостоился высочайших похвал, Эймос Эмерсон Долбеар (Amos Emerson Dolbear) демонстрировал камертоны Лиссажу, опейдоскоп и электрический гироскоп. После выставки мистер Персиваль Ричардс (Percival D. Richards), который работал на выставке в отделе образования, обратился к Эмерсону и спросил, есть ли у него идеи для бизнеса. Тот ответил, что раз телефон уже запатентован, то ему не стоит и пытаться. Тогда Персиваль попросил Эмерсона поучаствовать в опытах Белла. В августе 1876 года профессор Долбеар проводил опыты с передачей звука на расстояние, хотя тогда он не был знаком ни с опытами Рейса, ни с устройством Александра Белла. Уже тогда он использовал постоянные магниты в своих устройствах. Что же касается Белла, то его жидкостный передатчик 1876 года мог служить лишь для потехи, ведь даже на небольшом расстоянии он передавал лишь едва уловимые звуки.
Когда Эмерсон приехал в Гарвардскую обсерваторию на испытания устройства Белла, он уговорил добавить электромагнит для усиления вибрации мембраны. Профессор Долбеар писал в дневнике, что до этого в аппарате Белла была батарея из 15 элементов Грове, и Александр Белл стал убирать один элемент за другим. Устройство продолжало свою работу, и когда оно продолжило работу с питанием только от одного элемента, Александр Белл пустился в пляс, заявив, что теперь он знает, как нужно делать телефоны.
15 января 1877 года представитель Александра Белла подал заявку на патент нового телефона, который мог работать и без батареи, и 30 января 1877 года был выдан американский патент № 186787. Эмерсон был возмущён тем, что его устройство было запатентовано без его уведомления и требовал объяснений. Затем он стал одним из основных оппонентов Белла, и оспаривал его первенство в изобретении телефона.

### Основание Телефонной компании
В апреле 1877 года установили телефонную линию, ведущую из дома Чарльза Вильямса до его мастерской, протяжённостью около 5 км. И однажды, в мае 1877 года, сын Эдвина Холмса, «отца охранной сигнализации», заехал по делам в мастерскую Вильямса и увидел, как тот пользуется телефоном. Эдвину Томасу Холмсу пришла в голову идея создания телефонного коммутатора, которой он поделился с Гардинером Хаббардом. В офисе Холмса в Бостоне находился пульт охранной сигнализации, от которого отходили провода к охранным устройствам в домах многих клиентов. Он предложил установить клиентам телефоны и соединять их между собой в своём офисе.
Это предложение понравилось мистеру Хаббарду, и опыт был проведён. Многие клиенты Холмса оценили новинку и пожелали поставить её в своих офисах, а Хаббард стал сдавать ему в аренду телефоны. В офисе Холмса были сконструированы переключатели, через которые абоненты соединялись между собой. В августе 1877 года компания Белла установила 778 телефонов, и более 700 из них были соединены через офис Холмса.
В мае 1877 года на телефонных аппаратах появился удобный приёмник, который стали называть «Трубкой Белла» или «масляной печатью». Это устройство разработали Александр и Уильям Ченнинг (William Channing), выпускник Пенсильванского университета (University of Pennsylvania), который устанавливал системы пожарной сигнализации в Бостоне. В Пенсильванском университете Ченнинга считают первым и единственным изобретателем телефонной трубки, и это было отражено в информации о выпускниках университета.
После успехов публичных лекций и заказов на телефонную связь, 9 июля 1877 года Была основана Телефонная компания Белла (Bell Telephone Company of Massachusetts (BTC)), которая затем выросла в грандиозную корпорацию «Американская телефонная и телеграфная компания» (American Telephone and Telegraph Company (AT&T)).
5000 акций компании были распределены следующим образом:
1. Александр Белл — 10 акций
2. Мэйбел Белл — 1497 акций
3. Гардинер Хаббард — 1387 акций
4. Жена Гардинера Хаббарда, Гертруда Хаббард — 100 акций
5. Томас Сандерс — 1497 акций (инвестировал в дело 110 тысяч долларов)
6. Томас Ватсон — 499 акций
7. Брат Гардинера Хаббарда (C. E. Hubbard) — 10 акций[34]

### Свадьба Александра Белла и Мэйбел Хаббард
Летом 1875 года Мэйбел Хаббард уехала в Нэнтакет (Nantucket) на несколько месяцев, и Александр решил, что такой долгой разлуки он может не пережить. 24 июня того же года он написал письмо матери Мэйбел, Гертруде Хаббард, в котором рассказал «что его интерес к ученице перерос в более высокие чувства… что он научился любить её… и что он очень сожалеет о том, что вынужден разлучиться с ней».
Для Гертруды это был большой сюрприз. При встрече она сказала Александру, что девушке было только 17 лет, что ей нужно было ещё увидеть свет, а учителю стоило подождать, прежде чем заявлять о своих чувствах. Но чувства были настолько сильны, что сдержать их было невозможно. Александр стал писать письма Мэйбел в Нэнтакет, а вскоре и сам отправился туда. Несмотря на обоюдные симпатии, родители Мэйбел сошлись на том, что о свадьбе говорить ещё рано.
Но летом 1877 года, после успешных публичных лекций и заказов на телефонную связь, родители Мэйбел решили, что молодой человек все же встал на ноги. 11 июля 1877 года Александр Белл женился на Мэйбел Хаббард.
За два дня до свадьбы была учреждена компания Белла, где Александр Белл получил 1500 акций из 5000, но он подарил все свои акции Мэйбел в качестве свадебного подарка, оставив себе только 10 акций.

### Александр Белл в Европе
Летом 1877 года Александр с молодой женой отправился в свадебное путешествие, оставив все хлопоты по продвижению телефона на рынке своим друзьям и компаньонам. Помимо медового месяца он пытался найти инвесторов в Европе и закрепиться на европейском рынке.
Телефон был продемонстрирован английской королеве Виктории, и ей очень понравилось это изобретение.
Но в Европе Александр Белл столкнулся с сильной конкуренцией и со многими проблемами.
В Германии статс-секретарь Имперского почтового управления Генрих фон Стефан (Heinrich von Stephan) узнал об изобретении Белла и скомандовал немецким компаниям производить собственные телефоны. Уже в ноябре 1877 компания «Сименс и Гальске» (Siemens & Halske) стала производить по 200 телефонных аппаратов в день, за ней подключилась Микс и Дженест (Mix & Genest). Разрозненные германские земли объединились совсем недавно, и в Германской Империи патентное бюро (Patentgesetz) появилось только в мае 1877 года. Александр Белл и его сотрудники не успели среагировать, а Вернер Сименс тут же закрепил свои права на телефон. На все письма Белла он отвечал: «раз вы не запатентовали изобретение в Германии, я продолжу производство».
Во Франции появились представители Томаса Эдисона, которые продвигали его конструкцию телефона. В отсутствие Белла лекции с демонстрацией телефона стал проводить репортёр Фред Гауэр (Fred Gower). Мистер Хаббард дал ему контракт на установку телефонов по всей Новой Англии, но не был доволен результатами, поэтому он так и остался на должности лектора. Затем он отправился в Европу помогать Беллу в поисках инвесторов. Он нашёл инвесторов в Англии, немного дополнил конструкцию, и стал продавать телефоны без всяких выплат Александру Беллу и мистеру Хаббарду, в то время как Белл ничего не мог поделать со своими английскими патентами. Гауэр сколотил приличное состояние, женился на популярной певице Лиллиан Нордика (Lillian Nordica), но счастье было недолгим. Однажды он отправился в путешествие на воздушном шаре. Французский рыбак его окликнул и спросил, куда полетит шар. Гауэр ответил «В Лондон!» и воспарил в небеса. Больше его никто не видел.

### Возвращение в США и судебные процессы
Телефонная сеть росла, а Гардинер Хаббард не спешил продавать телефоны. Он только сдавал их в аренду, чтобы сохранять монополию на телефонную сеть, и чтобы никто не смог скопировать конструкцию телефона. Но со временем желающих устанавливать свои сети и изготавливать свои аппараты становилось все больше и больше, поскольку все поняли выгоды телефонии. Согласно патенту № 174465, Александр Белл и его компаньоны получали исключительное право на производство телефонов на 17 лет, с 1876 по 1893 год. Но только за это время в США появилось более 1500 компаний, предлагающих услуги связи и торговавших аппаратами. А через 10 лет после истечения срока патента их появилось ещё более 6000. Гардинеру Хаббарду пришлось использовать весь свой юридический опыт и задействовать все связи в судебной системе, чтобы сокрушить оппонентов.
В США компания Вестерн Юнион взялась за производство собственных телефонов и подключение абонентов, и Александр получал телеграммы о том, что его присутствие необходимо на судебных заседаниях. Он же говорил Мейбел, что ему надоел телефон, и что он желает продолжить преподавание. Когда ему пришло письмо из шотландского городка Гринок (Greenock) с просьбой подыскать учителя «Видимой речи» для глухих детей, всемирно известный изобретатель ринулся занять эту вакансию. Мэйбел все же удалось уговорить его отправиться в США. Александр сел на корабль, отправлявшийся в канадский порт Квебек, чтобы остановиться в родительском доме, не заезжая в Бостон. Но когда в ноябре 1878 он сходил с трапа корабля, его лично встретил Томас Ватсон. Пришлось Александру опять заняться телефонией.
Дела телефонной компании были плохи. Сотрудники не получали жалованья месяцами, поставщики отказывались работать с компанией. Даже Томас Сандерс, богатейший из спонсоров, стал терять терпение, он уже вложил 110 тысяч долларов, но не получил ни цента. На фоне всех этих финансовых затруднений появились слухи о том, что Хаббард предлагал компании Вестерн Юнион компанию и все патенты Белла за 100 тысяч долларов, но предложение было отвергнуто.
Телефонная компания Белла подала иск против Вестерн Юнион, обвиняя его в нарушении своей привилегии. Одним из козырей Белла было письмо, написанное мистером Греем в марте 1877 года, где он поздравлял своего оппонента с его достижением, и говорил, что «даже не требует себе права на его изобретение». Уже в сентябре 1879 года юристы Вестерн Юнион стали выходить на компанию Белла с предложениями о досудебном решении вопроса. Неожиданно для всех компания Вестерн Юнион согласилась на компромисс с компанией Белла. 10 ноября 1879 года было достигнуто соглашение:
1. Александр Белл признавался изобретателем телефона
2. «Western Union» передаёт свою телефонную сеть (55 тысяч абонентов в 17 городах) компании Белла (NBTC), та обязывается платить 20 % её доходов в течение 17 лет, пока патент Белла ещё действителен
3. NBTC обязывается никогда не строить телеграфных сетей[39]

Александр Белл и не собирался строить телеграфные сети, теперь у него был собственный доходный бизнес. В марте 1879 года его акции продавались по 65 $, в сентябре их цена достигла 337 $, в октябре - уже 525 $, а после известия о соглашении с Вестерн Юнион цена взлетела до 1000 долларов.
Судебные заседания продолжались, появлялись новые претенденты. Компаньоны Александра Белла выдержали около 600 судебных процессов. 24 января 1887 года начался процесс в Верховном Суде США, на котором против Белла выступили Эймос Эмерсон Долбеар (Amos Emerson Dolbear), Телефонная и Телеграфная компания Дэниела Дробо (Drawbaugh Telephone and Telegraph Company), Молекулярная (Molecular TelCo), Клэй Коммершл (Clay Commercial TelCo) и Оверлэнд (Overland TelCo). 19 марта 1888 года было оглашено решение: «…Всякий человек, взирающий на ночное небо, мог бы увидеть планету Нептун, но только расчёты Леверье и наблюдения Адамса смогли доказать её существование и указать её позицию в Солнечной системе. Так же обстоят дела с Беллом… Белл сконструировал телефон и научно обосновал основу своего изобретения, а также запатентовал его…». 4 верховных судьи были за, 3 против. В ходе процесса один из судей умер. Председатель Верховного суда Уэйт, который написал это решение, не мог его прочесть из-за болезни, и доверил это своему коллеге. Судья Уэйт умер через 4 дня после оглашения приговора. Таким образом, Белл выиграл с преимуществом только в 1 голос.

### Изобретение фотофона
В 1879 году Александр приобрёл Британскую энциклопедию, которую читал от начала и до конца в поисках новых идей. Ведь он не собирался останавливаться на телефоне.
В 1870-х в Англии стали узнавать об уникальных свойствах селена. Когда Александр приехал на медовый месяц в Великобританию, все местные научные журналы пестрели статьями об этом. В 1878 году, на докладе перед Королевской академией наук, он заявил: «если вы поместите селен в батарею телефона и направите на него солнечный луч, то сможете его услышать так же, как услышать тень». Из этого можно представить возможности для применения селена для сигнализации и для передачи данных.
В 1879-м он взялся за это дело основательно. В этом деле Александру помогал Чарльз Самнер Тэйнтер (Charles Sumner Tainter), к нему он часто заходил в магазин-мастерскую в Кэмбриджпорте (Cambridgeport) за инструментами и реактивами для своих опытов. В январе 1880 года Александр поставил цель — воспроизведение речи при помощи света, о чём написал в своих лабораторных записках. 19 февраля 1880 года он сделал запись о том, что эта проблема была успешно решена.
Весной начались опыты по увеличению дальности передачи. В марте можно было услышать отчётливую речь по фотофону на расстоянии 82 метров, в апреле дальность перешагнула за 200 метров. Но практическое применение фотофона ограничивалось рельефом, погодными условиями и другими факторами.
Все же Александр Белл считал это изобретение одним из самых величайших своих творений. Передача информации при помощи света стала рентабельной только с внедрением оптоволоконного кабеля, но это произошло через 100 с лишним лет после изобретения Белла.

### Достижения в медицине

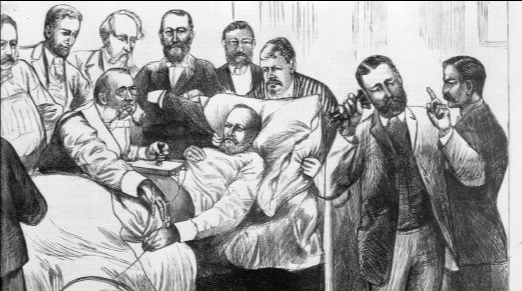
Александр Белл пытается обнаружить пулю у раненого президента Гарфилда при помощи металлодетектора

2 июля 1881 года президент США Джеймс Гарфилд (James A. Garfield) был ранен выстрелом, но мучиться ему предстояло ещё долго. Две пули попали в президента: одна попала в руку, другая угодила ему в спину и осталась там. Президент пребывал в тяжёлом состоянии, и к больничной койке с президентом потянулись самые лучшие врачи.
Как только Александр Белл узнал об этом, тут же заказал себе экипаж и поехал в Бостон, в мастерскую Вильямса. Там он стал работать над своим металлодетектором, изначально созданным для обнаружения металлов в земле. К нему он присоединил телефонный приёмник, который сигнализировал о наличии металлов.
26 июля Александр Белл и Самнер Тэйнтер пришли в Белый дом со своим устройством. Вокруг больного президента Гарфилда было несколько докторов. Мистер Гарфилд боялся удара током, и вид батарей и проводов привёл его в ужас. Александр и врачи стали осторожно водить металлодетектором, пытаясь обнаружить пулю, но прибор выдавал только равномерный писк, и невозможно было определить, где именно она находилась. Опыты закончились безрезультатно, Александр стал дорабатывать устройство. Впоследствии он узнал, что врачи отвергли все его просьбы и не поместили Гарфилда на постель без матраса с металлическими пружинами. Не удивительно, что прибор выдавал равномерный писк, он точно диагностировал металлический каркас матраса.
Однако президент пошёл на поправку, и в августе уже мог садиться на кровати и принимать пищу без посторонней помощи. Но 19 сентября он умер. Умер он не от пули, которая застряла в мягких тканях и не угрожала жизни, а от инфекции, которую туда занесли врачи. Доктора того времени, не имея ни рентгена, ни металлодетектора, засовывали руки в рану для осмотра. Что же касается антисептиков, то они ещё не закрепились в медицине тех лет.
В октябре 1881 года Александр Белл демонстрировал свой металлодетектор врачам в Нью-Йорке. Один из зрителей, доктор Джон Гирднер (John H. Girdner), стал использовать этот прибор в своих операциях. Когда он писал об этом в научных журналах, то всегда указывал на «превосходное изобретение профессора Белла», и говорил, что «его имя следует записать рядом с великими целителями, благодетелями страждущего человечества». Но потом он стал продавать «Телефонический детектор пуль доктора Гирднера», а в его некрологе газеты написали, что детектор мистера Гирднера служил для выявления и извлечения тысяч пуль из пациентов до изобретения рентгена.
Белл прекрасно знал о деятельности Гирднера, но не собирался вступать в новый конфликт. В 1886 году Гейдельбергский университет даровал Александру Беллу почётную степень доктора медицины за изобретение его металлодетектора. Это устройство спасло тысячи жизней до открытия рентгеновских лучей, и даже служило в Англо-Бурскую и в Первую мировую войну, когда рентгенография была ещё не всем доступна, особенно на фронте.
Летом 1881 года у Александра Белла умер новорождённый сын из-за нарушения функций дыхательных путей. Другой человек был бы убит горем, но для Александра это послужило стимулом к новому изобретению, спасающему жизни людей. Он тут же начал работу над аппаратом для искусственного дыхания, который назвал «Вакуумной курткой». Она окутывала торс пациента и была абсолютно герметичной. Убирая давление воздуха с тела пациента, она позволяла подавать воздух в лёгкие через ротовое отверстие, словом, проводила искусственное дыхание пациента. Александр соорудил рабочую модель устройства в Англии в 1882 году и демонстрировал его Британскому физиологическому обществу. После этого медики продолжили работу в данном направлении, в результате появилось устройство, которое назвали «железные лёгкие». Сейчас такое устройство принято называть «аппаратом искусственной вентиляции лёгких».

### Лаборатория имени Вольта
В 1880 году Александр Белл приехал в Париж, чтобы получить премию имени Вольта в размере 50 тысяч франков. Это была очень редкая и престижная награда, которую Александр получил за изобретение телефона. На вырученные деньги он организовал лабораторию имени Вольта, в которой ставили опыты над звуком.
В этом деле Александру помогал его кузен, Чичестер Белл (Chichester Bell). Был он человеком разносторонним, умел играть и в хоккей, и на пианино, от боксёрских матчей остался у него переломанный нос. Он учился химии в Тринити Колледж (Trinity College), в Дублинском университете. Он был профессором химии, и когда американский кузен попросил его принять участие в научной работе, тот просто не смог отказать. Одним из первых плодов их совместной работы стал Спектрофон, устройство для спектрального анализа.
В ходе дальнейших опытов в лаборатории Вольта Белл и Тэйнтер создавали новые конструкции телефонных приёмников и передатчиков. Но главным их триумфом стало создание графофона, устройства для записи звука, которое превосходило фонограф Эдисона по всем параметрам. В нём звук фиксировался резцом на картонном цилиндре с вощёной поверхностью. В 1886 году была основана Графофонная компания имени Вольта (The Volta Graphophone Company). Предприятие нашло инвесторов и обеспечило своих основателей богатством и славой. Самнер Тэйнтер работал с записью звука до конца своих дней, за свои труды получил медаль Джона Скотта (John Scott Medal) и золотые медали различных промышленных выставок. Чичестер Белл тоже удостоился медали Джона Скотта, затем уехал в Англию и продолжал свою научную работу.

### Ассоциация авиационных экспериментов
На рубеже XIX—XX веков разные учёные ставили опыты с полётами по воздуху, и Александр Белл не оставался в стороне. Александр проводил эксперименты и с ракетами с пороховым зарядом, и с пропеллерами, и с воздушными змеями различных конструкций. Как правило, эти опыты изумляли окрестных жителей, но до полноценного полёта было ещё очень далеко.

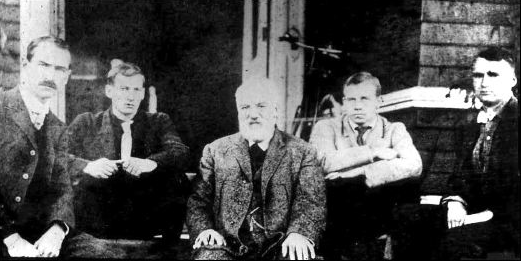
Ассоциация авиационных экспериментов, 1908. Слева направо: Глен Кёртис (Glenn Curtis), Дуглас Маккёрди (Douglas McCurdy), Александр Белл (Alexander Bell), Кейси Болдвин (Frederick Walker «Casey» Baldwin), Томас Сэлфридж (Thomas E. Selfridge)

Александр Белл впервые занялся аэродинамикой, и ему требовались помощники. Первым стал лейтенант Томас Сэлфридж (Thomas E. Selfridge), выпускник военной академии Вест Поинт (West Point), которого военное ведомство направило наблюдателем за опытами Александра Белла, по его настойчивой просьбе. Вторым стал Глен Кёртис (Glenn Curtis), победитель мотогонок и механик, у которого Александр заказывал двигатели для своих аппаратов. Третьим стал Дуглас Маккёрди (Douglas McCurdy), и он привёл с собой университетского приятеля, Кейси Болдвина (Frederick Walker «Casey» Baldwin). Финансирование для этой компании обеспечила Мэйбел Хаббард, которая пожертвовала 20 тысяч долларов на занятие для своего супруга. В 1907 году была торжественно основана Ассоциация авиационных экспериментов (Aerial Experiment Association).

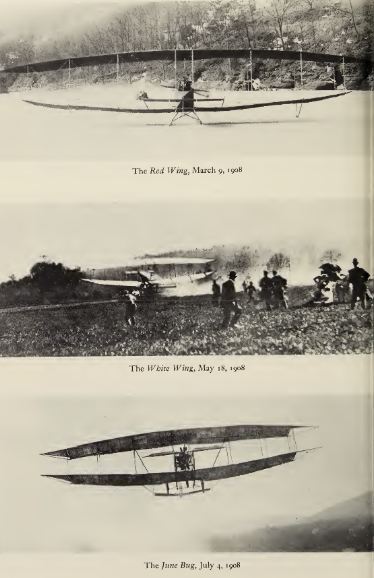
Аэропланы Белла, построенные в 1908 году

Перед ними стояла цель — пролететь более одного километра. В 1907 году Американский аэроклуб и журнал «Сайентифик Америкэн» (Aero Club of America and Scientific American) учредил приз за достижения в авиации. Первым его бы получил тот авиатор, который бы преодолел дистанцию в один километр. Компания Белла соорудила аэроплан «Июньский жук» (June Bug), который первое время невозможно было поднять в воздух. Пришлось ему мазать крылья парафином для улучшения аэродинамических показателей. В июне 1908 года он продержался в воздухе 900 метров, 4 июля совершил полёт, в ходе которого преодолел 1634 метра и провёл в воздухе 1 минуту и 40 секунд. Авиаторы Белла заслужили свою награду.
Не все обрадовались этому достижению. Братья Райт написали Глену Кёртису, что всегда делились своими разработками с Ассоциацией Белла, и он использовал их устройство для управления аэропланом, но не уведомил их об этом.
17 сентября 1908 года Томас Сэлфридж принял участие в полёте Орвила Райта (Orville Wright) в качестве пассажира, и этот полёт закончился плачевно. Орвил был серьёзно искалечен, а Томас умер от полученных травм.
На тот момент у Ассоциации заканчивались деньги, и Мэйбел пожертвовала ещё 10 тысяч долларов на 6 месяцев полётов. Последний аэроплан Александра Белла, «Серебряный дротик» (Silver Dart) летал уже по 12 миль в марте 1909 года. 31 марта 1909 года состоялось последнее заседание Ассоциации авиационных экспериментов.
Потом Глен Кёртис серьёзно занялся авиационным бизнесом и в начале своей карьеры стал заимствовать патенты Белла. Александр уже не собирался тратить время на суды в свои преклонные годы, и договорился о продаже патентов Ассоциации авиационных экспериментов компании Кёртиса за 5900 долларов и акций компании Кёртиса на сумму 50 тысяч долларов в 1917 году.

### Конструкция гидродрома

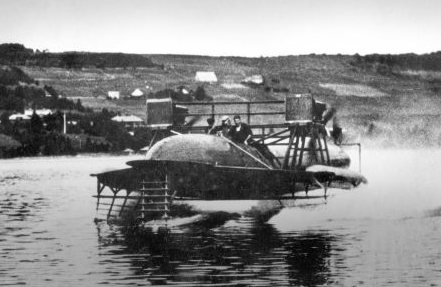
Гидродром HD-4

В своём поместье Беин Бреа (Beinn Bhreagh) он стал изготавливать водный транспорт на крыльях, с пропеллером позади. Эту конструкцию Александр назвал гидродром (hydrodrome), и первый гидродром был спущен на воду в 1911 году. Он назывался HD-1, за ним последовал HD-2 (как-то в ходе заплывов он чуть не затонул, и его назвали «Иона», в честь библейского пророка, побывавшего во чреве кита). Следующий гидродром, HD-3, в 1913 году разгонялся до 50 миль в час (80 км/ч).
Но все эти опыты были прекращены в 1914 году с началом Первой мировой войны, и поместье Белла тоже оказалось под угрозой, ведь оно располагалось на британской территории. Тем не менее, в 1915 году Александр Белл убеждал военно-морское ведомство США в том, что его гидродром может преследовать немецкие подводные лодки. Но не было желающих отправиться на британскую территорию и подвергать себя опасности ради какой-то сомнительной инновации. Следующий гидродром, HD-4, разгонялся до 70 миль в час (110 км/ч). Александр Белл убеждал военных моряков, что HD-4 будет идеальным патрульным или спасательным судном. В Вашингтоне и Лондоне заинтересовались этим изобретением, но интерес быстро угас по разным причинам. После смерти Александра Белла все опыты с гидродромами были прекращены. Но прав был Александр Белл, и эту правоту осознали только в 1950-е гг., когда судна на подводных крыльях стали использоваться в коммерческих целях.

### Смерть
Белл страдал сахарным диабетом и скончался 2 августа 1922 года от пернициозной анемии в своём поместье Бейнн-Брей близ города Баддек (канадская провинция Новая Шотландия). После его смерти все телефоны Соединённых Штатов (более 13 миллионов) были отключены в течение минуты молчания, дабы почтить память.

## Изобретения и запатентованные технологии

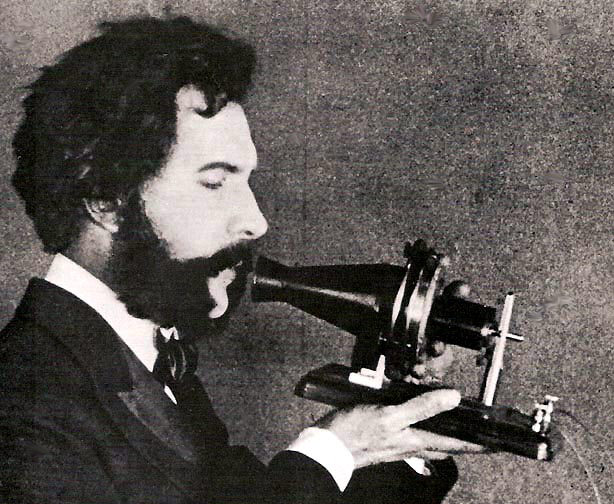
Актёр, воплощающий роль Александра Белла

| Номер патента США | Дата патента    | Изобретение (в скобках название, данное в патентном бюро)         |
| ----------------- | --------------- | ----------------------------------------------------------------- |
| No. 161,739       | 6 апреля 1875   | Мультиплексный телеграф (Transmitter Receiver Electric Telegraph) |
| No. 174,465       | 7 марта 1876    | Жидкостный телефонный передатчик (Improvement In Telegraphy)      |
| No. 178,399       | 6 июня 1876     | Телефонный приёмник (Telephonic Telegraphic Receiver)             |
| No. 181,553       | 29 августа 1876 | Генератор электрического тока (Generating Electric Currents)      |
| No. 186,787       | 30 января 1877  | Телефон с постоянным магнитом (Electric Telegraphy)               |
| No. 201,488       | 19 марта 1878   | Телефонный аппарат (Speaking Telephone)                           |
| No. 213,090       | 11 марта 1879   | Телефонный аппарат (Electric Speaking Telephone)                  |
| No. 220,791       | 21 октября 1879 | Витая пара (Telephone Circuit)                                    |
| No. 228,507       | 8 июня 1880     | Телефонный передатчик (Electric Telephone Transmitter)            |
| No. 230,168       | 20 июля 1880    | (Automatic Short Circuit for Telephone)                           |
| No. 238,833       | 15 марта 1881   | Электрический звонок (Electric Call-Bell)                         |
| No. 241,184       | 10 мая 1881     | Телефонный приёмник (Telephonic Receiver)                         |
| No. 244,426       | 19 июля 1881    | Витая пара (Telephone Circuit)                                    |

| Номер патента США | Дата патента    | Изобретение (в скобках название, данное в патентном бюро)            |
| ----------------- | --------------- | -------------------------------------------------------------------- |
| No. 235,199       | 7 декабря 1880  | Фотофон (Apparatus for Signaling and Communicating—Photophone)       |
| No. 235,496       | 14 декабря 1880 | Фотофонический передатчик (Photophone Transmitter)                   |
| No. 235,497       | 14 декабря 1880 | (Selenium Cells)                                                     |
| No. 235,590       | 14 декабря 1880 | (Selenium Cell)                                                      |
| No. 235,616       | 21 декабря 1880 | (Process of Treating Selenium to Increase Its Electric Conductivity) |
| No. 241,909       | 24 мая 1881     | Фотофонический приёмник (Photophonic Receiver)                       |

| Номер патента США | Дата патента | Изобретение (в скобках название, данное в патентном бюро) |
| ----------------- | ------------ | --------------------------------------------------------- |
| № 341,212         | 4 мая 1886   | Фонограф (Reproducing Sounds from Phonograph Records)     |
| № 341,213         | 4 мая 1886   | (Transmitting And Recording Sounds By Radiant Energy)     |
| № 341,214         | 4 мая 1886   | (Recording and reproducing speech and other sounds)       |

| Номер патента США | Дата патента     | Изобретение (в скобках название, данное в патентном бюро) |
| ----------------- | ---------------- | --- |
| No. 757,012       | 12 апреля 1904   | (Aerial Vehicle) |
| No. 770,626       | 20 сентября 1904 | (Aerial Vehicle or Other Structure) |
| No. 856,838       | 11 июня 1907     | Тетраэдрическая конструкция, которую можно использовать в создании летательных аппаратов и в строительстве (Connection Device for the Frames of Aerial Vehicles and Other Structures) |
| No. 1,010,842     | 5 декабря 1911   | Аэроплан (Flying Machine) |
| No. 1,011,106     | 5 декабря 1911   | Аэроплан (Flying Machine) |
| No. 1,050,601     | 4 января 1913    | Аэроплан (Flying Machine) |

| Номер патента США | Дата патента  | Изобретение (в скобках название, данное в патентном бюро) |
| ----------------- | ------------- | --------------------------------------------------------- |
| No. 1,410,874     | 28 марта 1922 | Гидродром (Hydrodrome, Hydroaeroplane, and the Like)      |
| No. 1,410,875     | 28 марта 1922 | Гидродром (Hydrodrome, Hydroaeroplane, and the Like)      |
| No. 1,410,876     | 28 марта 1922 | Гидродром (Hydrodrome, Hydroaeroplane, and the Like)      |
| No. 1,410,877     | 28 марта 1922 | Гидродром (Hydrodrome, Hydroaeroplane, and the Like)      |

## Общественная деятельность
В 1882 году он стал натурализованным гражданином США.
Член Национальной академии наук США (1883).
На полученные от фирмы деньги Белл основал в Вашингтоне Лабораторию имени А. Вольта. Здесь изобретатели работали над дальнейшим совершенствованием телефона, фонографа и электрической связи. Сам Белл работал над многими проектами, в частности в области авиации и гидродинамики; занимался даже разведением овец. Материальная сторона его даже не интересовала, зато большое удовлетворение приносила возможность поддерживать талантливых учёных и изобретателей, таких как, А. Майкельсон и Г. Кёртисс. По своему опыту Александр Белл знал, как важно своевременно помочь одарённому человеку: в начале его собственных научных исканий огромную поддержку Беллу оказал американский физик Д. Генри. Также Белл уделил большое внимание проблемам людей с нарушениями зрения и слуха. За свои средства, в течение нескольких лет, содержал в Вашингтоне экспериментальную школу, где проводилась практическая работа по выявлению наилучших методов обучения глухих детей. По его настоянию была основана Американская ассоциация содействия обучению глухих устной речи. Получив премию Вольта за изобретение телефона, он основал на эти деньги, в Вашингтоне, Вольтовское бюро по распространению информации по проблемам глухих. Белл был хорошим другом Хелен Келлер, которая посвятила ему свою автобиографическую повесть «История моей жизни» («Story of my life»).

## Память

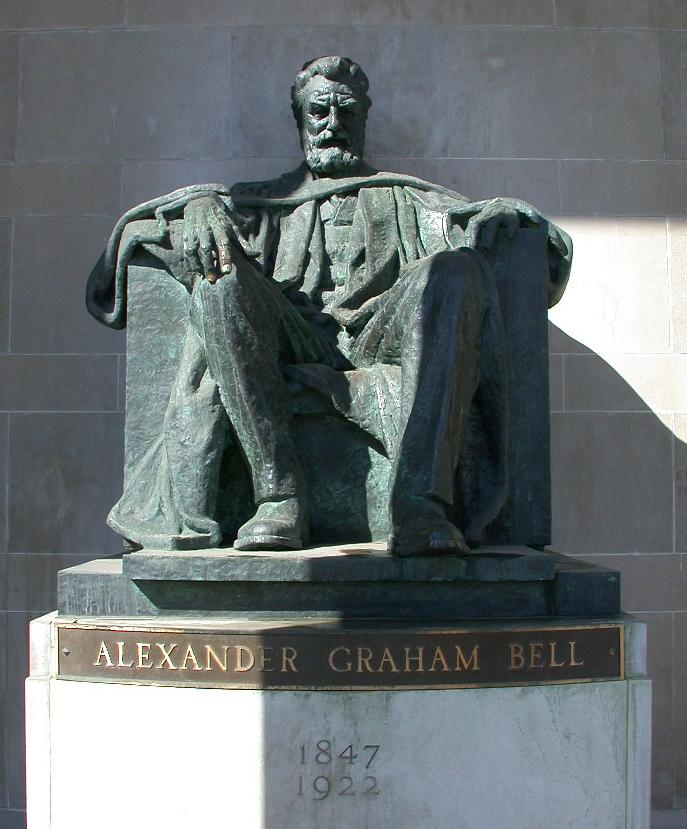
Памятник Александру Беллу в Брантфорде

- В 1976 году международной некоммерческой ассоциацией «Институтом инженеров электротехники и электроники» (IEEE) была учреждена Золотая медаль имени Александра Грэма Белла для награждения за выдающиеся фундаментальные исследования и прикладные разработки в области коммуникаций[52]. Является высшей наградой организации.
- В 1970 году в честь Александра Белла назван кратер на Луне.
- В 2013 году в честь Белла были названы три первых наноспутника, изготовленных по программе NASA PhoneSat. На них в качестве бортового компьютера используются серийные смартфоны Nexus[53].
- Гре́эм-Белл — самый восточный остров в архипелаге Земля Франца-Иосифа, в Баренцевом море, на севере Европы.
- В честь Белла названа логарифмическая единица измерения бел.

- Белл в 1888 году основал журнал National Geographic, который по сей день издаётся на разных языках и во многих странах мира, пользуясь заслуженной популярностью[54].

### Отражение в искусстве
- 1939 — История Александра Белла / The Story of Alexander Graham Bell[англ.] — Дон Амичи.
- 1947 — Мистер Белл / Mr. Bell — Реймонд Эдвард Джонсон[англ.].

## Комментарии
1. ↑  Написание второго имени приведено согласно Большой российской энциклопедии[5] и правилам транскрипции. Встречаются также варианты Грэм, Грэ́хем и Греем[6].